# Districte de Péronne
El Districte de Montdidier és un dels quatre districtes amb què es divideix el departament francès del Somme, a la regió dels Alts de França. Té 8 cantons i 169 municipis. El cap del districte és la sotsprefectura de Péronne.

## Cantons
cantó d'Albert - cantó de Bray-sur-Somme - cantó de Chaulnes - cantó de Combles - cantó de Ham - cantó de Nesle - cantó de Péronne - cantó de Roisel

## Administració
Llista de sots-prefectes del districte
- fins a 15 de febrer de 2008 : Jean-Luc Lhemanne
- 17 de març 2008 - agost de 2010 : Philippe Leblanc
- Des d'agost de 2010: Jean-Marc Bassaget